# Micropsectra pharetrophora
Micropsectra pharetrophora is een muggensoort uit de familie van de dansmuggen (Chironomidae). De wetenschappelijke naam van de soort is voor het eerst geldig gepubliceerd in 1999 door Fittkau & Reiss.